# Bracon ingratutulus
Bracon ingratutulus är en stekelart som beskrevs av Roy D. Shenefelt 1978. Bracon ingratutulus ingår i släktet Bracon och familjen bracksteklar. Inga underarter finns listade.